# Jean Baptiste Boussingault
Jean Baptiste Boussingault (Parigi, 2 febbraio 1802 – Parigi, 11 maggio 1887) è stato un chimico e agronomo francese.

## Biografia
Boussingault, figlio di un mercante, studiò come ingegnere minerario; nel 1822 ha commissionato una società inglese nella Gran Colombia dove fu accolto dal generale Simón Bolívar. Qui si è occupato principalmente di indagini geologiche. Su raccomandazione di Alexander von Humboldt ha fatto ampie esplorazioni in Venezuela, Colombia ed Ecuador, dove ha acquisito alta reputazione accademica. Ha tentato nel 1831 la scalata del Chimborazo senza riuscirvi. Nel 1832 è tornato in Francia. Nel 1834 divenne professore di chimica a Lione nel 1839, e professore di chimica agraria e analisi presso il conservatorio di Parigi.
Boussingault nel 1836 comprò un podere a Pechelbronn in Alsazia creandovi una stazione agricola sperimentale. Qui si occupa di problemi di alimentazione animale e di fotosintesi, in particolare dei problemi di fertilità del suolo, di rotazione delle colture e di fecondazione. In particolare si interessò della nutrizione azotata delle piante.
Boussingault non era soltanto un eccellente chimico, ma anche un esperto coltivatore.Pubblicò un libro, Economia rurale, tradotto in diverse lingue, sullo sviluppo e nutrizione delle piante, l'agronomia e le discipline agricole.
Nel 1848 è eletto nell'Assemblea Nazionale come repubblicano moderato, e si dimette tre anni dopo per dedicarsi all'insegnamento.
Nel 1878 gli viene assegnata la medaglia Copley per i suoi contributi alla scienza; gli è stato dedicato anche il nome di un cratere lunare.